# Disco (Cmqmartina)
Disco è il primo album in studio della cantautrice italiana Cmqmartina, prodotto da Matteo Brioschi e pubblicato da La Clinica Dischi e Artist First il 28 febbraio 2020.

## Tracce
1. Intro – 2:58
2. Le cose che contano – 3:31
3. L'esatto momento – 3:04
4. I Wanna Be Your Dancing Queen – 3:02
5. Carne per cani – 2:58
6. Biciclettecno – 3:01
7. Lago blu – 2:51
8. Lasciami andare! – 3:15
9. La prima cosa bella – 3:19

Durata totale: 27:59